# Dębowo (powiat nakielski)
Dębowo – wieś w Polsce położona w województwie kujawsko-pomorskim, w powiecie nakielskim, w gminie Sadki.
W latach 1954–1959 wieś należała i była siedzibą władz gromady Dębowo, po jej zniesieniu w gromadzie Sadki. W latach 1975–1998 miejscowość należała administracyjnie do województwa bydgoskiego.
Według Narodowego Spisu Powszechnego (III 2011 r.) liczyła 644 mieszkańców. Jest czwartą co do wielkości miejscowością gminy Sadki.
We wsi siedzibę ma Parafia św. Michała Archanioła w Dębowie.
Na listę zabytków NID wpisany jest zespół folwarczny z 2. połowy XIX w., nr rej.: A/227/1-8 z 15.06.1987, a w nim:
- park dworski
- stajnia, 1869 r.
- stodoła, 1895 r.
- wolarnia
- chlewnia
- obora (obecnie owczarnia)
- wieża ciśnień
- wozownia (obecnie magazyn)
- dom mieszkalny